# Kojuhivka, Teplîk
Kojuhivka (în ucraineană Кожухівка) este un sat în comuna Rosoșa din raionul Teplîk, regiunea Vinnița, Ucraina.

## Demografie
Componența lingvistică a localității Kojuhivka
     Ucraineană (98,37%)
     Alte limbi (1,31%)
Conform recensământului din 2001, majoritatea populației localității Kojuhivka era vorbitoare de ucraineană (98,37%), existând în minoritate și vorbitori de alte limbi.